# Прокеш-Остен, Антон фон

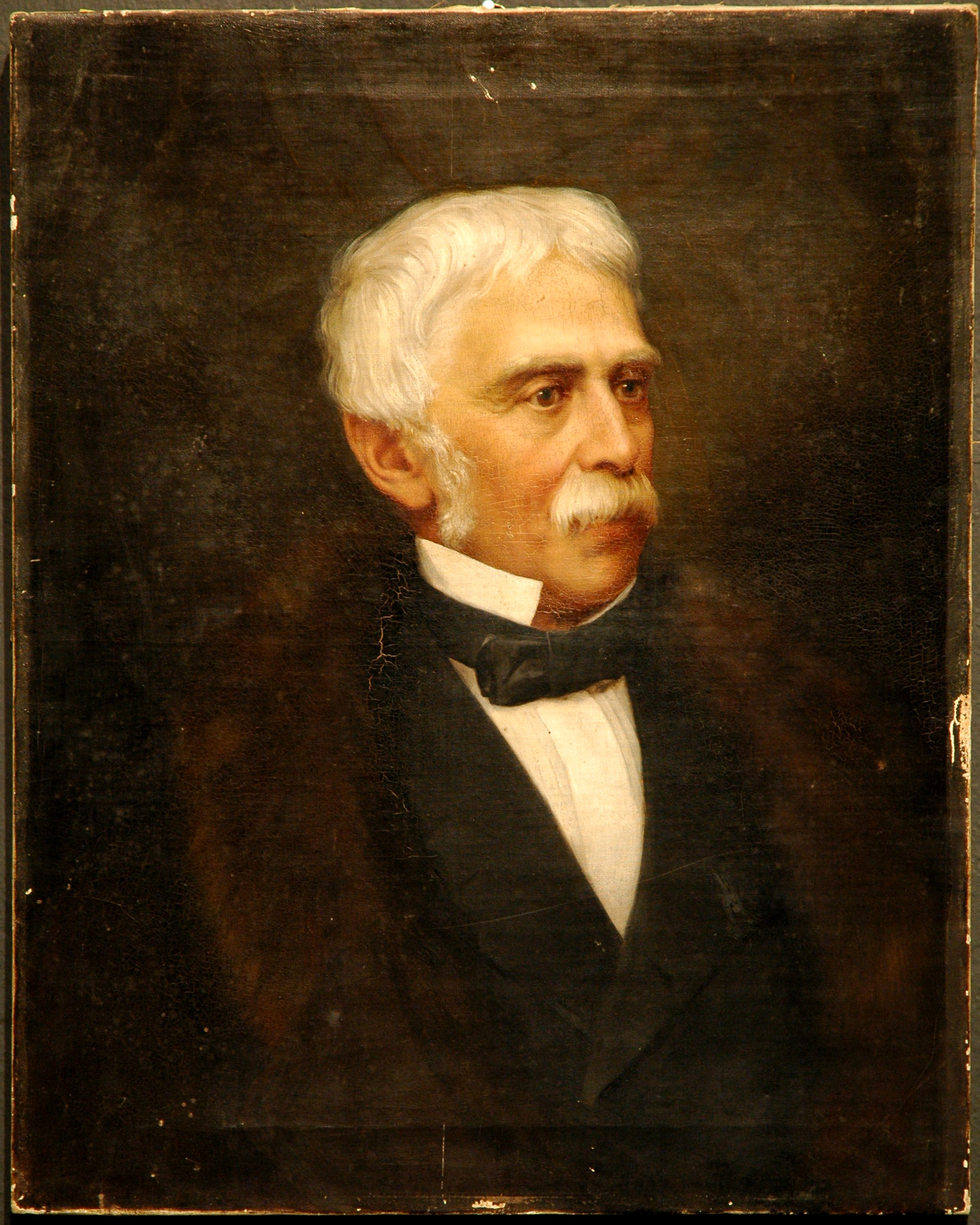
Антон фон Прокеш-Остен

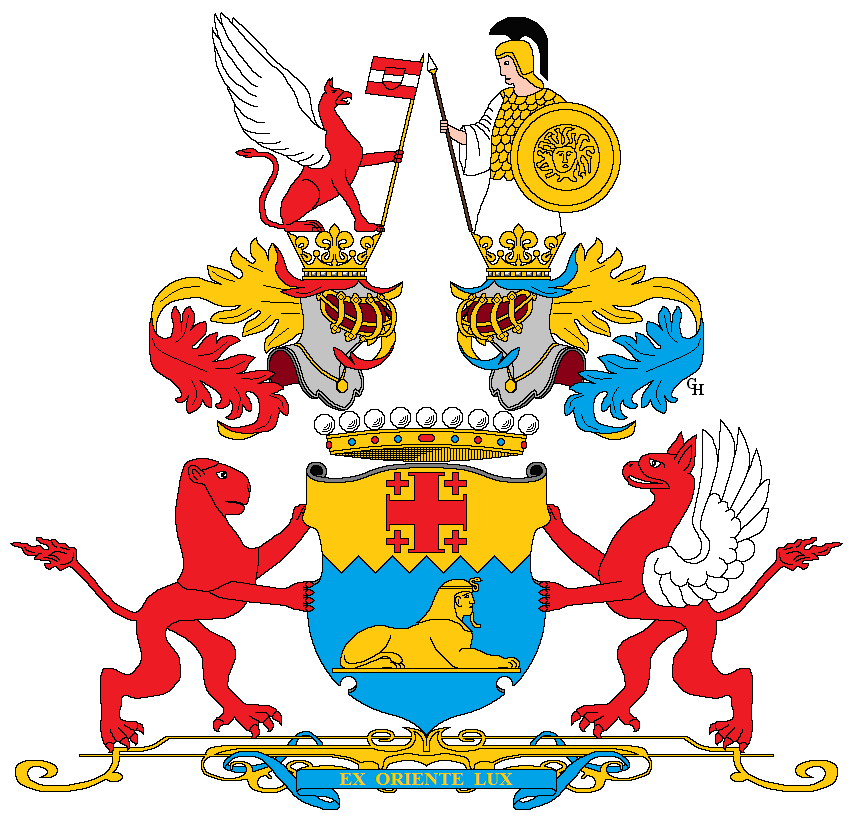
Герб Прокеш-Остен (1871)

Антон фон Прокеш-Остен (нем. Anton von Prokesch-Osten; 10 декабря 1795, Грац, Священная Римская империя, — 26 октября 1876, Вена, Австро-Венгрия) — австрийский дипломат и генерал, граф.

## Биография
Участвовал в кампаниях против Франции 1813—1814 годов. Начиная с 1824 года, он направлялся с миссиями на Ближний Восток для наблюдения за различными конфликтами, в частности Греческой революцией. Такое назначение стало поворотным в его карьере: он стал авторитетом в области языков и культур Ближнего Востока.
Состоял австрийским посланником в Афинах (1834—1849) и Берлине (1849—1852), представителем Австрии и председателем Бундестага во Франкфурте-на-Майне, послом в Константинополе (1855—1871). При отбытии из Константинополя, император Франц Иосиф I пожаловал ему наследственный титул графа.
Сочинения его: «Denkwürdigkeiten aus dem Leben des Feldmarschalls Fürsten K. zu Schwarzenberg» (Вена, 1823; нов. изд. 1861), «Erinnerungen aus Aegypten und Klein-Asien» (ib., 1829—31), «Das Land zwischen den Katarakten des Nil» (там же, 1831), «Reise ins Heilige Land» (там же, 1831), «Geschichte des Abfalls der Griechen vom türk. Reich» (там же, 1867), «Mehemed Ali» (там же, 1877), «Mein Verhältniss zum Herzog von Reichstadt.» (Штутгарт, 1878). E. Мюнх издал «Denkwürdigkeiten und Erinnerungen aus dem Orient von Ritter Prokesch v. Osten.» (Штутгарт, 1836—37); один из друзей П. собрал его «Kleine Schriften» (там же, 1842—44); затем издана его переписка («Briefwechsel mit Herrn von Gentz und dem Fürsten Metternich» (Вена, 1881). Во время пребывания в Германии и Турции П.-Остен собирал греческие монеты; им изданы сочинения: «Nicht bekannte europäisch-griechische Münzen» (В., 1845), «Inedita meiner Sammlung autonomer altgriech. Münzen» (B., 1854), «Les monnaies des Rois Parthes» (П., 1875).

## Источник
- Прокеш-Остен, Антон // Энциклопедический словарь Брокгауза и Ефрона : в 86 т. (82 т. и 4 доп.). — СПб., 1890—1907.